# Type Shit
«Type Shit» — песня американского рэпера Фьючера, продюсера Metro Boomin, а также американских рэперов Трэвиса Скотта и Playboi Carti. Она была отправлена в эфир итальянского радио через Freebandz (под коммерческим названием Wilburn Holding Co.), Boominati Worldwide, Epic Records и Republic Records в качестве лид-сингла с совместного студийного альбома Фьючера и Metro We Don’t Trust You 22 марта 2024 года, вместе с альбомом. Продюсером выступил сам Metro Boomin, четверо артистов написали песню вместе с дополнительным продюсером D. Rich.

## История
Впервые о песне заговорили после того, как 3 января 2024 года Metro Boomin опубликовал в своем Твиттере изображение, на котором он микширует трек. 13 марта Карти опубликовал фрагмент песни в своем Instagram, отметив Future, Metro и Трэвиса. Вскоре Metro подтвердил это, написав в Twitter название песни с хэштегом альбома. Позже на той же неделе, 18 марта, Future и Metro выступили на музыкальном фестивале Rolling Loud в Калифорнии, где они, вместе с Трэвисом и Карти, исполнили песню полностью.
После выхода песни было выпущено ее официальное музыкальное видео.

## Отзывы
Песня получила одобрение музыкальных критиков. Майкл Сапонара из Billboard назвал «Type Shit» четвертой лучшей песней в альбоме We Don’t Trust You. Сапонара написал, что, несмотря на то, что Future задает тон в треке, Трэвис «вторгается на сцену и делает его своим собственным блокбастером». Он отмечает, что Трэвис «пробуждает все пять чувств», приписывая его «дымчатому» вокалу изменение эстетики трека.
Робин Мюррей, написавший рецензию для Clash, заявил, что песня «неловкая», и описал ее как «не столько песню, сколько скандирование над битом». Скотт Глашер из HipHopDX написал, что песня является «настоящим собранием современных рэп-мстителей». Глашер написал, что «антиутопический искаженный вокал» Трэвиса и Карти на «ужасающем бите» можно описать как «средневековые церковные колокола, залитые громоподобными 808-ми».

### Итоговые списки
Rolling Stone назвал трек 12-й лучшей песней 2024 года, заявив, что «Есть несколько способов измерить влияние. Это продажи и награды, а еще — количество знакомых, у которых припев трека вошел в ежедневный лексикон до уровня мемов. Этот хаотичный, бесконечно цитируемый трек Трэвиса Скотта и Плейбоя Карти из альбома Metro Boomin и Future We Don’t Trust You запустил некоторые из самых полярных сленгов 2024 года. MVP трека должен быть Карти, который умеет превратить фразу в сплоченный клич поколения Z, который настолько же заразителен, насколько и идиосинкразичен. Мы бормочем „Posted up with my dogs, Scooby-Doo type shit“ с марта».

## Чарты

### Еженедельные чарты
| Чарт (2024)                           | Высшая позиция |
| ------------------------------------- | -------------- |
| Австралия (ARIA)                      | 29             |
| Австралия Hip Hop/R&B (ARIA)          | 5              |
| Австрия (Ö3 Austria Top 40)           | 23             |
| Канада (Billboard Canadian Hot 100)   | 8              |
| Чехия (Singles Digitál Top 100)       | 31             |
| Германия (GfK)                        | 33             |
| Мир (Billboard Global 200)            | 6              |
| Венгрия (Single Top 40)               | 40             |
| Ирландия (IRMA)                       | 26             |
| Нидерланды (Single Top 100)           | 54             |
| Новая Зеландия (Recorded Music NZ)    | 23             |
| Португалия (AFP)                      | 23             |
| Словакия (Singles Digitál Top 100)    | 14             |
| Швейцария (Schweizer Hitparade)       | 11             |
| Великобритания (UK Singles Chart)     | 18             |
| Великобритания (UK R&B Chart)         | 5              |
| США (Billboard Hot 100)               | 2              |
| США (Billboard Hot R&B/Hip-Hop Songs) | 2              |

## Сертификации
| Регион | Сертификация  | Продажи   |
| --- | ------------- | --------- |
| Австралия (ARIA) | Золотой       | 35 000    |
| Канада (Music Canada) | 2× Платиновый | 160 000   |
| Польша (ZPAV) | Платиновый    | 50 000    |
| Швейцария (IFPI Switzerland) | Золотой       | 15 000    |
| Великобритания (BPI) | Серебряный    | 200 000   |
| Стриминг |               |           |
| Греция (IFPI Greece) | Золотой       | 1 000 000 |
| Данные о продажах + прослушиваниях приведены только на основе сертификации. · Данные только о прослушиваниях приведены на основе сертификации. |               |           |